# Saison 1 d'Un tandem de choc
Chronologie
Saison 2
La première saison d'Un tandem de choc, série télévisée canadienne, est composée de vingt-trois épisodes  diffusée du 26 avril 1994 au 1er juin 1995 sur CTV, au Canada.

## Synopsis
Un policier de la police montée canadienne et un flic aux méthodes expéditives font équipe et combattent la criminalité à Chicago.

## Distribution

### Acteurs principaux
- Paul Gross (VF : Emmanuel Curtil) : Benton Fraser
- David Marciano (VF :  Pierre Laurent) : Raymond Vecchio
- Beau Starr (VF : Patrick Messe) : Lieutenant Harding Welsh
- Tony Craig (VF : Lionel Henry) : Jack Huey
- Catherine Bruhier (VF : Marjorie Frantz) : Elaine Besbriss
- Daniel Kash (VF : Bruno Dubernat) : Louis Gardino

## Diffusions
- Au Canada, la saison a été diffusée du 26 avril 1994 au 1er juin 1995 sur CTV
- Aux États-Unis, la saison a été diffusée du 23 avril 1994 au 9 juin 1995 sur le réseau CBS.
- En France, la saison a été diffusée du 15 septembre 1996 au 23 février 1997 sur TF1.

## Liste des épisodes

### Épisode 1:Un tandem de choc
- États-Unis : 23 avril 1994 sur CBS[1]
- Canada : 26 avril 1994 sur CTV[2]
- France : 15 septembre 1996 sur TF1[3]

- Wendel Meldrum (Lee Anne Brighton)
- Chuck Shamata (Capitaine Walsh)
- Joseph Ziegler (Inspecteur Moffat)
- Page Fletcher (Frankie Drake)
- Ken Pogue (Gerrard)
- Kaye Ballard (Madame Vecchio)
- Gordon Pinsent (Fraser Sr.)
- Jim Millington (Underhill)
- Victor Ertmanis (superintendant Meers)
- Barry Kennedy (Bert Jenkins)
- Philip Williams (Herb Lantrell)
- Dan Lett (Docteur Weingarten)
- Paulina Gillis (Maria)
- Ramona Milano (Francesca Vecchio)
- Vito Rezza (Tony)
- Elizabeth Berman (Madame Drake)

### Épisode 2:Sauvons Willie
- États-Unis /  Canada : 22 septembre 1994 sur CBS / CTV[1]
- France : 29 septembre 1996 sur TF1[3]

- Christopher Babers (Willie)
- Ed Sahely (Hamlin)
- Christina Cox (Morgan)
- Dominic Cuzzocrea (Dennis Argyle)
- Ellen Kudaba (Celeste)
- Todd Schroeder (Charles)

### Épisode 4:Chasse à l'homme
- États-Unis /  Canada : 6 octobre 1994 sur CBS / CTV[1]
- France : 13 octobre 1996 sur TF1[3]

- Leslie Nielsen (Frobisher)
- William Smith (Geiger)
- Cali Timmins (Julie)
- Gordon Pinsent (Fraser Sr.)
- John Carroll (Capitaine du bateau)
- Conrad Bergschneider (Chuck)
- Donald Fleckser (Donald)
- George Buza (George Welker)

### Épisode 5:Viande avariée
- États-Unis /  Canada : 13 octobre 1994 sur CBS / CTV[1]
- France : 20 octobre 1996 sur TF1[3]

- Al Waxman (Leggett)
- Teri Polo (Stephanie Cabot)
- Kaye Ballard (Madame Vecchio)
- Ramona Milano (Francesca Vecchio)
- Dominic Cuzzocrea (Dennis Argyle)
- Paulina Gillis (Maria)
- Vito Rezzo (Tony)
- Richard Moll (Zaled Carney)
- Brooke Johnson (Adelaide)

### Épisode 6:SOS pizzas
- États-Unis /  Canada : 20 octobre 1994 sur CBS / CTV[1]
- France : 27 octobre 1996 sur TF1[3]

- Ramona Milano (Francesca Vecchio)
- Fab Filippo (Lenny)
- Harvey Atkin (Tex Markles)
- Debra McGrath (Tammy Markles)

### Épisode 7:Chinatown
- États-Unis /  Canada : 26 octobre 1994 sur CBS / CTV[1]
- France : 3 novembre 1996 sur TF1[3]

- Lu Yu (Monsieur Lee)
- Joel de la Fuente (Charlie Wong)
- Alex Carter (Agent Ford)
- Tsai Chin (Madame Lee)
- Henry Chan (Philip Chin)
- Victor Wong (Coo)
- Mark Melymick (Agent Deeter)
- Ho Chow (Jimmy)

### Épisode 8:Vacances à Chicago, première partie
- États-Unis /  Canada : 10 novembre 1994 sur CBS / CTV[1]
- France : 17 novembre 1996 sur TF1[3]

- Lisa Jakub (Christina Nichols)
- Stacy Haiduk (Janice Deluca)
- Stephen Shellen (Eddie Beets)
- Ron Lea (Monsieur Nichols)
- Deborah Rennard (Esther Pearson)
- Peter Williams (Gerome)
- Kevin Rushton (Henry)
- Kelly Proctor (Janus)
- Daniel DeSanto (Jerry)
- Beth Amos (Madame McGuffin)

### Épisode 9:Vacances à Chicago, deuxième partie
- États-Unis /  Canada : 17 novembre 1994 sur CBS / CTV[1]
- France : 24 novembre 1996 sur TF1[3]

- Lisa Jakub (Christina Nichols)
- Stacy Haiduk (Janice Deluca)
- Stephen Shellen (Eddie Beets)
- Ron Lea (Monsieur Nichols)
- Deborah Rennard (Esther Pearson)
- Peter Williams (Gerome)
- Tannis Burnett (Dominatrix)
- Kevin Rushton (Henry)
- Kelly Proctor (Janus)
- Beth Amos (Madame McGuffin)

### Épisode 10:Deux hommes et un couffin
- États-Unis /  Canada : 1er décembre 1994 sur CBS / CTV[1]
- France : 10 novembre 1996 sur TF1[3]

- Natalie Radford (Louise)
- Mark Ruffalo (Vinnie)
- Diego Chambers (Claude)
- Kevin Rushton (Degas)
- John Stoneham Sr. (Monet)
- Elizabeth Lennie (B.D. Morisot)

### Épisode 11:Le cadeau du Père Noël
- États-Unis /  Canada : 15 décembre 1994 sur CBS / CTV[1]
- France : 22 décembre 1996 sur TF1[3]

- Ryan Phillippe (Del)
- James Purcell (Porter)
- Tom McCamus (Jimmy)
- Gordon Pinsent (Fraser Sr.)
- David Campbell (Cameron Donnelly)
- Ivan Labelle (Elf)
- Damon D'Oliveira (Robert L. Flannagan)
- Ben Gordon (Oliver)
- David Calderisi (Vecchio Sr.)
- Don McManus (Père Noël)

### Épisode 12:La belle inconnue
- États-Unis /  Canada : 5 janvier 1995 sur CBS / CTV[1]
- France : 1er décembre 1996 sur TF1[3]

- Susan Gibney (Suzanne Chapin)
- Michael Shaner (Bodine)
- Michael Donaghue (Hugo)

### Épisode 13:Le faucon et le héron
- États-Unis /  Canada : 19 janvier 1995 sur CBS / CTV[1]
- France : 5 janvier 1995 sur TF1[3]

- Michael Riley (Walter)
- Kate Trotter (Unger)
- Terri Hanauer (Docteur Farmer)
- Deborah Rennard (Esther Pearson)
- Shay Duffin (Père Behan)
- Phillip Jarrett (Danny)
- Chris Leavins (Jim)

### Épisode 14:Œil pour œil
- États-Unis /  Canada : 2 février 1995 sur CBS / CTV[1]
- France : 8 décembre 1996 sur TF1[3]

- Carl Gordon (Herb Colling)
- Andre Meyers (Steg)
- Clarice Taylor (Madame Chaffey)
- Ardon Bess (Monsieur Porter)
- Rummy Bishop (Monsieur Rubens)
- Marlowe Vella (Anthony)
- Gladys O'Connor (Gladys)
- Arthur French (Irving)

### Épisode 15:L'homme qui n'en savait pas assez
- États-Unis /  Canada : 9 février 1995 sur CBS / CTV[1]
- France : 15 décembre 1996 sur TF1[3]

- Rino Romano (Ian MacDonald)
- Dean McDermott (Laurier)
- Joseph Griffin (McGill)
- William Dunlop (Brock)
- Joan Heney (Brenda)
- Reg Dreger (Brendan)
- Sarain Boylan (Rhonda)

### Épisode 16:La meute sauvage
- États-Unis /  Canada : 16 février 1995 sur CBS / CTV[1]
- France : 29 décembre 1996 sur TF1[3]

- Christopher Babers (Willie)
- Michael Rhodes (Arnold Benedict)
- Susan Haumann (Jackie Alexander)
- Jack Nicholsen (Caulfield)
- Al Kozak (Officier Cuthbert)
- Bill MacDonald (Devereaux)
- Mack Slevin (Mack)

### Épisode 17:Chacun ses limites
- États-Unis /  Canada : 8 mars 1995 sur CBS / CTV[1]
- France : 12 janvier 1997 sur TF1[3]

- Rick Rossovich (Smithbauer)
- Miguel Fernandes (Turk Broda)
- Tracey Cook (Dawn Charest)
- Gordon Pinsent (Fraser Sr.)
- Wayne Best (Hall)
- Kevin Hick (Paul Henderson)
- Marie Natale (Grace)
- Andrew Moodie (Dryden)

### Épisode 18:Le marché
- États-Unis /  Canada : 30 mars 1995 sur CBS / CTV[1]
- France : 19 janvier 1997 sur TF1[3]

- Ramona Milano (Francesca Vecchio)
- Jim Bracchitta (Frank Zuko)
- Rod Wilson (Joey Paducci)
- Shay Duffin (Père Behan)
- Louis Di Bianco (Charlie)
- Sam Coppola (Cabrini)
- Gordon Pinsent (Fraser Sr.)

### Épisode 19:Invitation à la romance
- États-Unis /  Canada : 6 avril 1995 sur CBS / CTV[1]
- France : 26 janvier 1997 sur TF1[3]

- Jane Krakowski (Katherine Burns)
- Nicholas Campbell (Nigel Ellis)
- Joseph Ziegler (Inspecteur Moffat)
- Arthi Sambasivan (Jasmine)
- Frank Pellegrino (Perry)
- Beth Amos (Madame MacGuffin)

### Épisode 20:Entre rêve et réalité
- Canada : 24 avril 1995 sur CTV[4]
- États-Unis : 16 juin 1995 sur CBS[1]
- France : 2 février 1997 sur TF1[3]

- Jonathan Banks (Garret)
- Ramona Milano (Francesca Vecchio)
- Alex Carter (Agent Ford)
- Djanet Sears (Wilson)
- Mark Melymick (Agent Deeter)

### Épisode 21 et 22:Le secret de Victoria
- Canada : 11 mai 1995 sur CTV[5]
- États-Unis : 2 juin 1995 sur CBS[1]
- France : 9 février 1997 sur TF1 (première partie) et 16 février 1997 sur TF1 (deuxième partie)[3]

- Melina Kanakaredes (Victoria Metcalf)
- Denis Forest (Jolly)
- Lee Purcell (Louise St. Laurent)
- Joe Lisi (Lennox)
- Deborah Rennard (Esther Pearson)
- Shay Duffin (Père Behan)
- Ramona Milano (Francesca Vecchio)
- Gordon Pinsent (Fraser Sr.)
- Paulina Gillis (Maria)
- David Calderisi (Vecchio Sr.)
- Vito Rezza (Tony)
- Sam Moses (Monsieur Mustafi)
- Bruce McFee (Moran)
- Victor Ertmanis (Sergent Meers)
- Kim Ange (Boswell)
- Sam Malkin (Brown)
- Arthi Sambasivan (Jasmine)

### Épisode 23:Laisser-Aller
- Canada : 1er juin 1995 sur CTV[6]
- États-Unis : 9 juin 1995 sur CBS[1]
- France : 23 février 1997 sur TF1[3]

- Melina Kanakaredes (Victoria Metcalf)
- Laurie Holden (Jill Kennedy)
- Jennifer Dale (Docteur Carter)
- Frances Hyland (La grand-mère de Fraser)
- Gordon Pinsent (Fraser Sr.)
- Joseph Scoren (Kevin)
- Linda Griffiths (Bernice)